# Benzyna lakowa

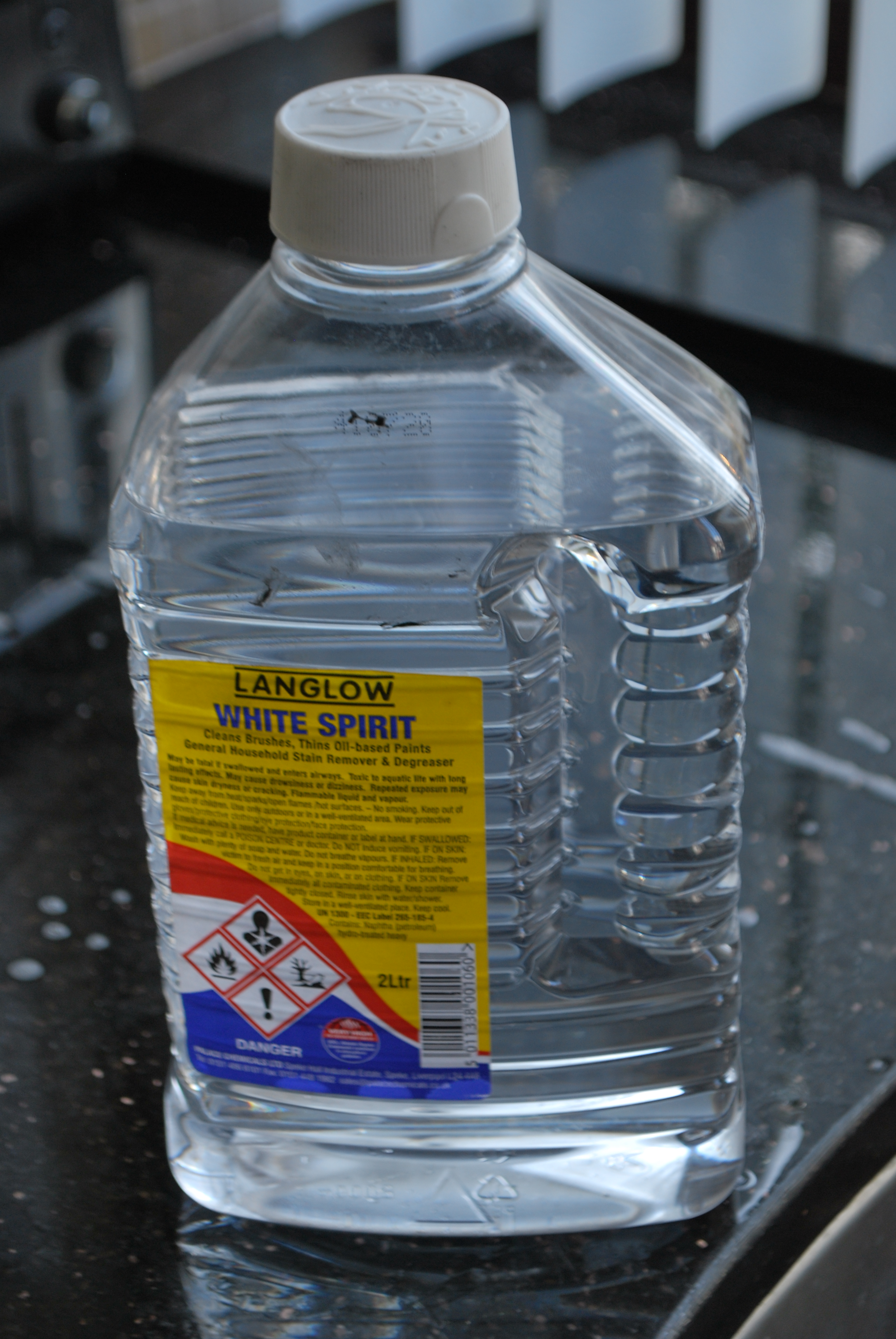
Benzyna lakowa

Benzyna lakowa – odpowiednik ciężkiego eteru naftowego, ligroiny. Jest prawie bezwonna.
Stosowana jest jako tani rozpuszczalnik w przemyśle chemicznym oraz farmaceutycznym, a także jako rozcieńczalnik do farb olejnych i alkidowych.
Skład chemiczny: jest to mieszanina nie mniej niż 75% cyklicznych i liniowych węglowodorów nasyconych zawierających od 7 do 12 atomów węgla w cząsteczce oraz nie więcej niż 25% węglowodorów nienasyconych i aromatycznych zawierających od 7 do 12 atomów węgla.
Nie starzeje się podczas przechowywania.